# آراوسو د تره
آراوسو د تره (به اسپانیایی: Arauzo de Torre) یک شهرستان در اسپانیا است.